# Joanna Keller-Michalik

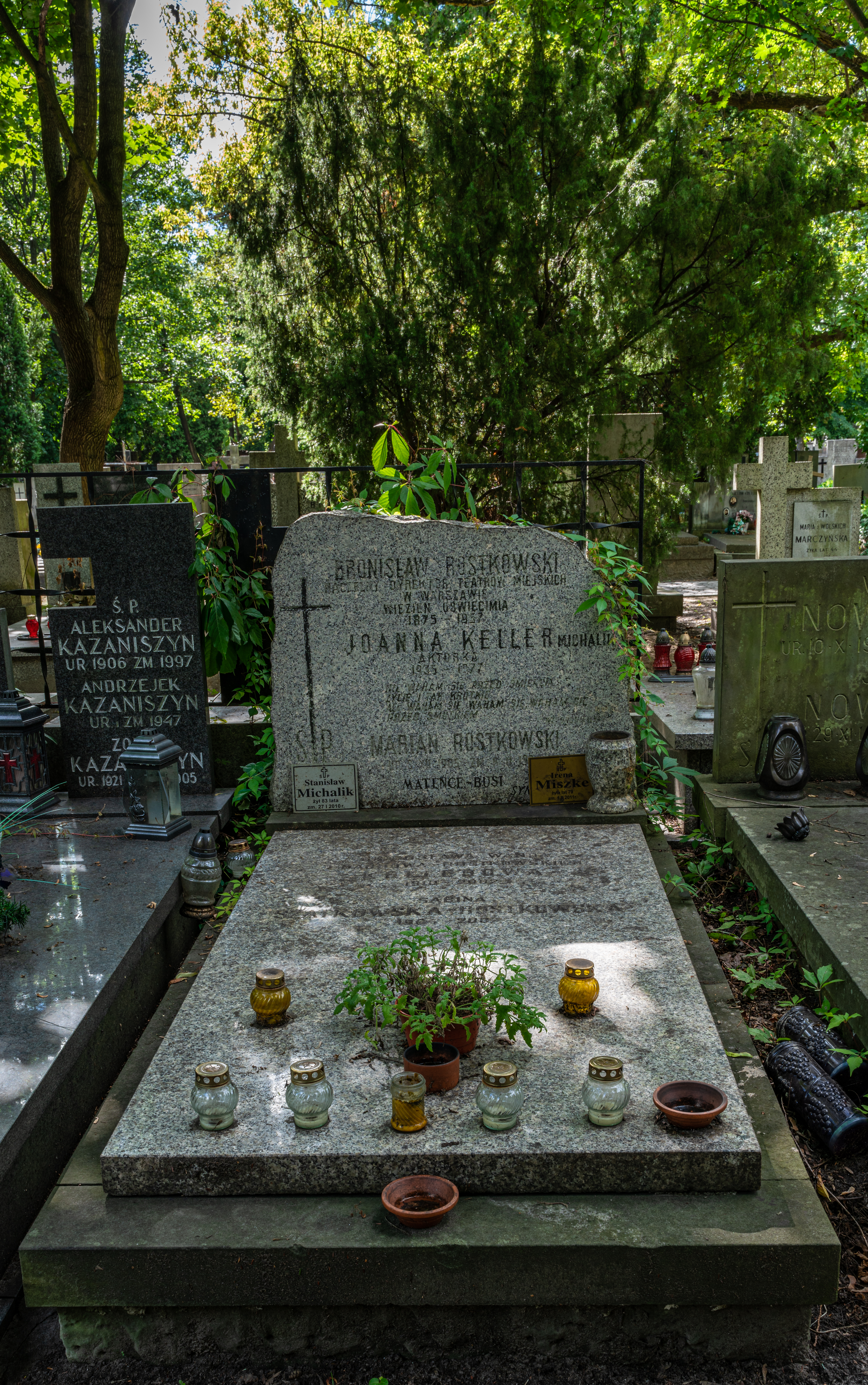
Grób Joanny Keller-Michalik na cmentarzu Powązkowskim

Joanna Keller-Michalik (ur. 23 stycznia 1935 w Warszawie, zm. 27 sierpnia 1977 w Łomiankach) – polska aktorka teatralna i pisarka.

## Życiorys
Pochodziła z rodziny o aktorskich tradycjach, jej rodzicami byli Antoni Keller i Wanda z Rostkowskich, babka ze strony matki była aktorką (Aleksandra Uszyńska-Rostkowska), a dziadek dyrektorem teatrów m. st. Warszawy (Bronisław Rostkowski). Mężem Joanny Keller był aktor Stanisław Michalik, z którym miała syna Gabriela Michalika.
Ukończyła XVI Liceum Ogólnokształcące im. Stefanii Sempołowskiej w Warszawie, a następnie studiowała slawistykę na Uniwersytecie Warszawskim. Podczas studiów była statystką w Teatrze Polskim oraz współpracowała z kabaretem Pinezka. W 1956 ukończyła studia i przez dwa lata była lektorką w Wojskowej Akademii Politycznej im. Feliksa Dzierżyńskiego, na następnie rozpoczęła studia aktorskie na krakowskiej Państwowej Wyższej Szkole Teatralnej im. Ludwika Solskiego. Ukończyła je w 1962, debiutowała 2 września tego samego roku rolą Heleny w „Śnie nocy letniej” w Teatrze Wybrzeże w Gdańsku. Występowała tam do 1965, za rolę Teodory w „Dowodzie osobistym” Marii Pawlikowskiej-Jasnorzewskiej otrzymała nagrodę Stańczyka, przyznawaną przez gdański miesięcznik Litery. W 1965 przyłączyła do zespołu Teatrów Dramatycznych we Wrocławiu i występowała tam do 1969, a następnie powróciła do Warszawy. Do 1973 występowała na scenie Teatru Ziemi Mazowieckiej, na następnie w Teatrze Ochoty. W ciągu swojej kariery zagrała ok. czterdziestu ról, ostatnią była Kaleria w „Letnikach”, premiera miała miejsce 2 marca 1977.
Poza grą aktorską opracowywała montaże poetyckie dla małych form teatralnych i monodramów oraz uczestniczyła młodzieżowych obozach szkoleniowych grup teatr, prowadzonych przez Teatr Ochoty. Joanna Keller-Michalik była autorką opowiadań, które były publikowane na łamach czasopism i dzienników, m.in. „Kultura”, „Literatura”, Życie Warszawy”. Została pochowana na cmentarzu Powązkowskim w Warszawie (kwatera 101-3-24).